# Dragon Ball Super
Pour les articles homonymes, voir DBS.
Ne doit pas être confondu avec Super Dragon Ball Z ou Super Dragon Ball Heroes.
Autre
Dragon Ball Super (ドラゴンボール超, Doragon bōru sūpā) est une série télévisée d'animation japonaise produite par le studio Toei Animation, diffusée du 5 juillet 2015 au 25 mars 2018 sur la chaîne Fuji TV. Akira Toriyama est crédité en tant que scénariste et responsable du concept art des personnages de cette série.
En France, la série est diffusée depuis le 17 janvier 2017, sur Toonami, en version censurée, depuis le 23 février 2017 sur la même chaîne en version intégrale non-censurée et depuis le 10 septembre 2017 sur TFX (anciennement NT1). Le doublage de la version française est réalisé par l'équipe habituelle de la saga, active depuis 1988, et par les nouveaux comédiens intégrés depuis Dragon Ball Z Kai en 2011.
L'action se déroule quelque temps après la défaite de Boo, faisant suite à Dragon Ball Z (hors arc Oob). Le début de l'histoire est une réécriture de l'intrigue des films Dragon Ball Z: Battle of Gods et Dragon Ball Z : La Résurrection de ‘F’, puis la série se poursuit avec des arcs inédits.
Deux longs métrages — Dragon Ball Super: Broly, sorti le 16 décembre 2018 au Japon et Dragon Ball Super: Super Hero, sorti le 11 juin 2022 au Japon — font suite à la série d'animation.
Une adaptation en manga dessinée par Toyotarō est publiée depuis juin 2015, mais connait une pause à durée indéfinie depuis le décès de Toriyama en mars 2024. Le manga possède certaines différences avec l'anime et propose des arcs inédits, comme Le Prisonnier de la patrouille galactique ou Granolah le survivant.

## Histoire

### Prologue
L'histoire de Dragon Ball Super est une suite directe du manga d'Akira Toriyama et de la série Dragon Ball Z. Elle se situe après la fin de l'arc Boo et avant le début du 28e Championnat du Monde d'arts martiaux. Elle ne reprend donc pas le scénario de la série Dragon Ball GT.

### Résumé

#### ArcBattle of Gods
Après le combat contre Boo, la Terre connait une période de paix. Cependant, le dieu de la destruction, Beerus (破壊神ビルス, Hakaishin Birusu), vient de se réveiller d'un sommeil de 39 ans avec l'intention d'affronter le Super Saiyan Divin (超サイヤ人ゴッド, Sūpā Saiya-jin Goddo), le guerrier légendaire dont parle une ancienne prophétie exprimée par le Poisson Oracle.
Beerus part alors à la recherche de ce Super Saiyan Divin. Il apparaît sur la planète Kaio, là où se trouve Son Goku. Ce dernier décide de l'affronter mais malgré sa puissance en Super Saiyan 3, il ne parvient pas à le battre. Beerus va ensuite sur Terre accompagné de l'ange Whis. Ils rencontrent Bulma, qui va les inviter à sa fête d'anniversaire. Tout se passe bien jusqu'au moment où Boo mange tous les flans. Beerus s'énerve et menace de détruire la planète Terre. Mais le retour de Son Goku, une révélation brève de Shenron et une transformation en Super Saiyan Divin réussit à résoudre tous les soucis, sans compter le fait que Beerus décide d'épargner la Terre du fait qu'il se sente épuisé après son combat contre la Z team.

#### ArcLa Résurrection de'F'
Des sbires de Freezer volent les Dragon Balls de la Terre (se trouvant tout d'abord entre les mains de Pilaf et sa bande) et ressuscitent Freezer. Une de leurs machines donne l'occasion au Tyran de recouvrer tous ses membres segmentés autrefois par Trunks du futur. Ainsi, le prince du Mal ayant acquis une nouvelle transformation en or, intitulée Golden Freezer, fait son retour et bouleverse la paix sur Terre tandis que Son Goku et Vegeta, partis s'entraîner sur la planète de Beerus, ne sont au courant de rien. Mais grâce à un appel rapide de Bulma, le retour sur Terre de Goku et Vegeta, tous deux en Super Saiyan Bleu, suffit à changer la donne.
Au cours du combat opposant Vegeta à Golden Freezer qui a plus tard repris son apparence initiale, la Terre finit réduite à néant. Mais Whis, qui peut remonter dans le temps seulement pour quelques secondes, permet à Goku de corriger cette erreur et de détruire Freezer à temps.

#### ArcTournoi de Champa
Sur la planète de Beerus, un autre dieu de la destruction fait son apparition, celui -ci n'est autre que le frère de Beerus en version obèse accompagné de Vados qui est une ange comme Whis. Il se nomme Champa, il est le dieu de la destruction de l'Univers 6 et vient proposer un pari à son frère. Entre-temps, Whis explique à Goku et Vegeta qu'il existe d'autres univers et que celui où se déroule toutes leurs aventures depuis le début est l'Univers 7. Le pari de Champa consiste en un tournoi où vont s'affronter plusieurs combattants des univers 6 et 7, le gagnant remportera les Super Dragon Balls qui peuvent exaucer n'importe quel vœu. Beerus accepte et commence à recruter les combattants : Goku, Vegeta, Piccolo, Monaka et Buu.
Après un long voyage vers la planète qui se situe entre les deux univers où se déroule le tournoi, Goku et les autres tombent sur les Supers Dragon Balls qui font la taille d'une planète. Ainsi chaque combattant va s'affronter, excepté Buu qui s'est endormi. L'Univers 6 a les mêmes espèces que l'Univers 7 (race de Freezer, de Saiyans, etc.). Ils sont composés de cinq personnes : Frost, Hit, Cabba, Goldoma et Botamo.
L'Univers 7 remporte le tournoi et les Supers Dragon Balls. Beerus fait comme vœu de restaurer la Terre de l'Univers 6 pour son frère.

#### ArcTrunks du futurouBlack Goku
Dans le futur, Trunks est à nouveau attaqué par un ennemi, encore plus puissant que les cyborgs et Cell, cet ennemi est Black Goku qui est la réplique exacte du Goku original avec des habits sombres et noirs. Celui-ci tue Mai et Bulma sous les yeux de Trunks, impuissant. Trunks décide de retourner dans le passé pour prévenir Goku et les autres de la nouvelle menace.
Dans le présent, sur Terre, la paix règne à nouveau. C'est alors que une nouvelle fois, Trunks du futur débarque inconscient dans la machine à voyager dans le temps, la Z team décide de l'aider. Une fois revenu à lui, il raconte tout ce qui se passe dans son futur, comme le fait qu'il n'a pas connu Boo. À la fin de son récit, Goku décide de tester la force de Trunks en le combattant. Après démonstration, Trunks dit à Goku que Black Goku est plus fort que lui et qu'il sera difficile de le vaincre.
Peu de temps après, Black surgit d'un portail spatio-temporel et retrouve Trunks. Goku décide de l'affronter, le combat est sans merci. Lors d'un coup de poing, Goku touche l'anneau de Black qui est à son doigt, ce qui le renvoie de force dans le futur, cependant il arrive à détruire la machine à voyager dans le temps juste avant. Whis et Beerus font remarquer que l'anneau que porte Black est un anneau de dieux Kaio et que son aura dégagée est similaire à un apprenti de dieu Kaio de l'Univers 10. Ils décident avec Goku de se rendre là-bas. Pendant ce temps, Bulma va chercher la machine à voyager dans le temps dans laquelle Cell est arrivé, pour la réparer.
Beerus, Whis et Goku arrivent sur la planète Kaio de l'Univers 10 où réside Gowasu (actuel maître Kaio) et Zamasu son apprenti. Ils expliquent la situation et le sujet de leur venue, Goku insiste pour se battre contre Zamasu. Après une forte insistance, Goku livre un combat contre Zamasu, celui-ci et son maître sont impressionnés qu'un simple mortel puisse rivaliser avec un dieu. Lors du combat, Zamasu dégage une aura similaire à celle de Black, cela éveille leurs soupçons, mais sans conclusion trop hâtive.
Sur Terre, Trunks rend visite à Gohan et à sa famille, il rencontre la petite Pan. De son côté, Bulma a presque terminé les réparations de la machine. Une fois que Goku, Whis et Beerus sont revenus, Trunks embarque avec Vegeta et Goku pour retourner dans son futur. Ils se réfugient dans une station de métro où sont cachés les derniers survivants, Trunks retrouve Mai qui a survécu, Yajirobe est aussi parmi eux. Vegeta et Goku se transforment en Super Saiyan Blue et affrontent Black. Malgré leurs attaques, ils ne parviennent pas à le vaincre, c'est alors que Zamasu apparaît aux côtés de Black. Goku comprend alors que Zamasu est malsain, qu'il est immortel et qu'il veut détruire la planète. Ensemble, Black et Zamasu torturent Vegeta, mais Yajirobé le sauve avec Goku et Trunks, puis ils s'échappent pour retourner dans leur présent.
À leur retour, ils reprennent des forces et trouvent un moyen pour vaincre Black et Zamasu. De son côté, le Zamasu du présent regarde avec son maître le tournoi qui opposait l'Univers 6 et 7, il pose alors des questions sur Son Goku et les Supers Dragons Balls à son maître et à Zuno. L'information remonte aux oreilles de Whis et Beerus. La Z team comprend que Zamasu déteste les mortels, et qu'il va utiliser les Supers Dragons Balls pour faire un premier vœu afin de devenir immortel. Mais comme il faut plusieurs mois pour que les Dragons Balls se régénèrent, Zamasu va tuer Gowasu pour utiliser l'anneau temporel pour avancer le temps et faire un deuxième vœu, et crée alors un faux Goku, car dans le passé, il va vu l'étendu des pouvoirs du Saiyan.
Whis, Beerus, Shin et Goku repartent immédiatement dans l'Univers 10 pour sauver Gowasu. Au moment où Zamasu va servir le thé à son maître et le tuer par la suite, Whis pose un gant sur la main de Zamasu et dévoile le plan machiavélique de son apprenti à Gowasu. Zamasu ayant dévoilé son vrai visage se dirige vers Goku pour le tuer, mais Beerus s'interpose et le pulvérise. De retour sur Terre, Beerus dit a Trunks que le futur est rétabli, pour en avoir le cœur net, Trunks retourne dans le futur avec son père et Goku, mais rien n'a changé.
Après avoir retrouvé Zamasu et Black, Goku et Vegeta leur disent qu'ils ont compris leur plan "zéro mortel" et que Black est une copie de Goku. Mais Black dit qu'il n'est pas une copie de Goku, que c'est Zamasu qui est l'intérieur du corps de Black. En fait Zamasu a fait comme deuxième vœu d'échanger son corps avec celui de Son Goku, pour ensuite le tuer et sa famille et remonter dans une autre dimension temporelle pour s'allier avec un Zamasu qui n'avait pas encore tué Gowasu. Après avoir appris la vérité, des combats s'enchaînent jusqu'à que Trunks libère sa colère contre Zamasu et Black. Il finit par les retenir et laisser Vegeta et Goku s'en aller pour reprendre des forces. Revenus encore dans le présent, ils expliquent la situation et Goku décide d'apprendre la technique du Mafuba pour emprisonner Zamasu, enseigné par Tortue Géniale qui avait employé cette technique contre le Roi Piccolo.
Bulma décide cette fois d'accompagner Goku et Vegeta dans le futur en cas de problème. Trunks a été soigné par Mai et part au combat. Après un léger imprévu, c'est Trunks qui utilise le Mafuba (grâce à un tutoriel de Piccolo) et emprisonne Zamasu mais celui-ci va se libérer, car le talisman n'est pas le bon. Gowasu et Shin viennent du présent pour assister à la mort des deux Zamasu et donner les potalas pour que Goku et Vegeta puissent fusionner. Black et Zamasu le font avant et créent un être surpuissant. Goku et Vegeta fusionnent et donnent un combat sans merci à Zamasu. Après la fusion terminée, c'est Trunks qui prend le relais en utilisant son épée avec toutes les énergies de ses amis (comme un Genkidama) et tranche Zamasu en deux. La joie n'est que de courte durée, Zamasu fusionne avec l'Univers et tue tout ce qui se trouve avec des boules d'énergie. Excepté Goku, Vegeta, Mai, Trunks, Shin et Gowasu, tout le monde est mort. Goku fait appel à Zeno (maître de tous les univers intervenu dans le tournoi de l'univers 6), Goku appelle celui du futur pour détruire Zamasu, mais il détruit aussi la Terre et tout le monde monte dans la machine.
De retour sur Terre, dans le présent, chacun retourne à ses occupations, Trunks et Mai s'en vont dans un futur parallèle où Zamasu n'existe pas, mais ils vivront avec leur double. Quant à Zeno du futur, il rejoint le Zeno du présent dans le palais. La paix revient à nouveau sur Terre.

#### ArcTournoi du Pouvoir
Goku demande aux deux Zenos d'organiser un grand tournoi qui oppose tous les Univers. Le Grand prêtre annonce alors aux Univers le grand tournoi qui se tiendra sur une grande arène dans le monde du néant. Chaque équipe devra alors choisir ses meilleurs guerriers pour remporter les Super Dragons Balls. Les Univers perdants seront effacés par Zeno qui estime qu'il y en a trop. Le Grand prêtre laisse un certain délai pour réunir les 10 participants et pour qu'ils puissent s'entrainer. Il organise le lendemain un avant tournoi avec tous les dieux de la destruction et les anges et quelques combattants. Pour l'Univers 7, Boo, Monsieur Satan, Gohan et Goku viennent à cet avant tournoi et combattent les guerriers de l'univers 9 et 11. Toppo de l'univers 11 est bien plus fort que Goku et annonce qu'un certain Jiren est encore plus fort que lui et qui surpasse même leur dieu de la destruction.
N'ayant encore rien dit sur le sujet de la possible destruction de l'Univers, Goku part recruter les guerriers : Krilin, Ten Shin Han, Piccolo, Kamé Sennin, C-18, C-17, Gohan, Vegeta et Boo. Alors que l'équipe s’apprêtait à partir, ils apprennent la destruction de l'Univers et le mensonge de Goku sur les 10 millions de zénis. Au même moment Boo s'est endormi, impossible de le réveiller, n'ayant pas d'autre choix Goku décide de ramener Freezer pendant une journée sous incompréhension de son équipe. Après quelques péripéties, Goku le ramène et avec promesse de le ramener à la vie avec les dragons balls.
Sur la grande Arène construite pour les combattants, plusieurs univers sont arrivés dont l'Univers 6 et l'Univers 11. Après que tous les Univers soient arrivés, le grand prêtre rappelle les règles : tout le monde combat en même temps, celui qui tombe est aussitôt éliminé et téléporté en tribunes, quand un Univers a perdu toute son équipe, il est aussitôt effacé par les Zenos. Les participants doivent aussi rester le plus longtemps sur l'arène et éliminer leurs adversaire. Le vainqueur est celui qui a le plus de combattants dans l'arène lorsque le temps est écoulé.
Le Tournoi peut commencer, les combats s'enchaînent, les Zenos sont émerveillés. Après plusieurs combats, c'est l'Univers 9 qui est effacé en premier, suivi des autres Univers à l'exception du 11 et du 7. Sur l'arène, Goku, Freezer et C17 sont en difficulté face à Jiren qui est incroyablement fort. Goku a éveillé en lui l'ultra instinct qui consiste à attaquer sans que le cerveau n'ait à réfléchir. Ce niveau est difficile à atteindre même pour les dieux de la destruction. Ensuite, Goku et Freezer vont s'allier pour la première fois et battre Jiren. Sur l'arène, il ne reste que C-17, qui remporte le tournoi. Il fait comme vœu aux Supers Dragons Balls de restaurer les Univers détruits (celui-ci voulait au départ une croisière pour sa famille), cela aura été bénéfique pour l'Univers 7 car l'Univers qui ne faisait pas le vœu de restaurer les Univers, aurait été détruit, ce tournoi servait juste de spectacle à Zeno. Comme récompense, Beerus demande à Whis de ressusciter Freezer pour s'être bien battu.
Chaque Univers retourne à ses occupations et vit des vies paisibles. Quant à l'univers 7, la Z team est heureuse de la non-destruction, Vegeta et Bulma ont une fille, Bra, qui est aussi la petite sœur de Trunks, et la paix règne sur la Terre. De son côté, Freezer reprend ses fonctions d'empereur.

## Personnages

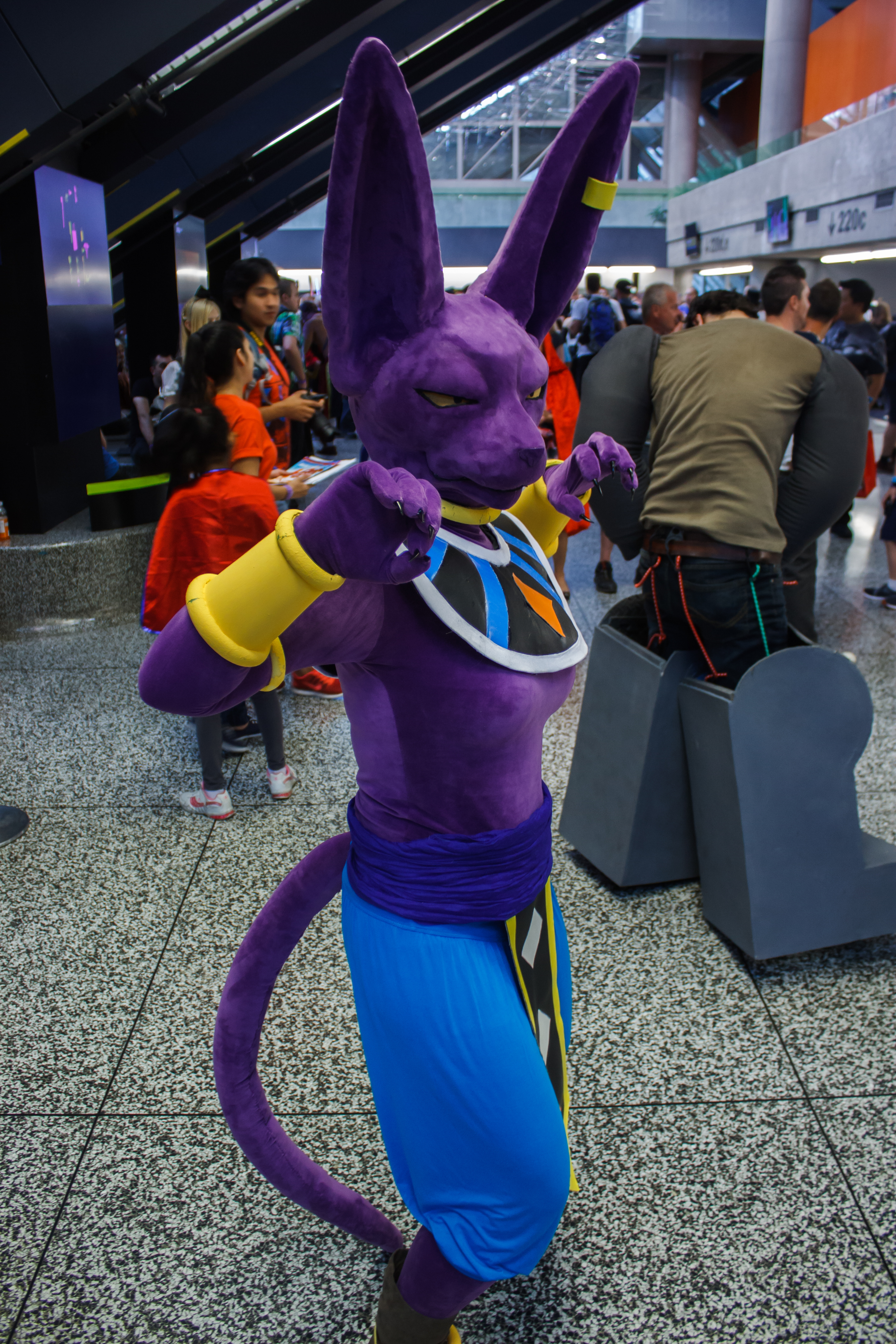
Cosplay de Beerus au Comiccon de Montréal, en 2016.

Les personnages principaux du manga Dragon Ball sont présents dans la série. Jaco, le patrouilleur galactique et Tights, la grande sœur de Bulma, tous deux créés en 2013 par Akira Toriyama dans le manga Jaco the Galactic Patrolman, apparaissent également. Les nouveaux personnages sont Beerus, le dieu de la destruction et Whis, son maître. Freezer fait également son retour avec une nouvelle transformation : Golden Freezer.
Dragon Ball Super introduit également la notion d'univers parallèles, fonctionnant par paires ; lorsque la somme de deux univers totalise 13, ils sont jumeaux. Son Goku et ses amis proviennent de l'univers 7 et se retrouvent confrontés aux habitants de l'univers 6 lors d'un tournoi organisé avec Champa, dieu de la destruction de cet univers et frère de Beerus, accompagné de Vados, sa maîtresse et sœur de Whis.
La série ré-accueille aussi un protagoniste de Dragon Ball Z, Trunks du futur, présent dans l'arc Black Goku. Dans cet arc, Trunks vient demander de l'aide à Goku et Vegeta car une personne ayant l'apparence de Goku ravage sa ville du futur, introduisant ainsi le personnage de Black Goku et Zamasu.
Plus tard, un tournoi pour la Survie de l'univers est organisé par le roi Zeno et le roi Zeno du futur, considérés comme les dieux de tous les univers réunis. Ils ont pour garde du corps le Grand Prêtre, le père de Whis et de Vados. C'est Son Goku qui a provoqué le tournoi du pouvoir. Ce tournoi met en avant des ennemis dotés d'une grande puissance, comme Hit de l'univers 6, un assassin de renom qui a pour légende d'avoir toujours réussi à réaliser le travail pour lequel il était engagé, Dyspo, Toppo et Jiren, membres des Pride Troopers de l'univers 11, qui est considéré comme le guerrier le plus fort du tournoi.

## Production
La production de Dragon Ball Super, suite directe à Dragon Ball Z, est annoncée en avril 2015,. Celle-ci est réalisée au sein du studio Toei Animation par Kimitoshi Chioka, tandis qu'Akira Toriyama, l'auteur original du manga, est crédité comme scénariste et responsable du concept art des personnages. Toei Animation a ensuite annoncé qu'Atsushi Kido (producteur ayant travaillé sur l'arc Freezer dans Dragon Ball Z), Naoko Sagawa et Osamu Nozaki seraient les producteurs de l’anime. Le même mois, la seiyū japonaise Masako Nozawa a été confirmée pour reprendre ses rôles de Son Goku, Son Gohan et Son Goten.
En mai 2015, Norihito Sumitomo, qui a composé la musique pour Battle of Gods et La Résurrection de ‘F’, est annoncé comme compositeur de la série.
En juin 2015, un premier teaser de la série a été diffusé juste après l'épisode 157 de Dragon Ball Z Kai. Le même mois, les personnages principaux de la série et la distribution vocale originale sont annoncés,. Les personnages Beerus et Whis, provenant du film Battle of Gods, sont annoncés comme réguliers et deux nouveaux personnages sont dévoilés, dont l'un se nomme Champa,,. Peu après, Toei Animation Europe a annoncé un total de 100 épisodes pour la série, ce que le studio japonais n'a pas confirmé, avant de finalement revenir à un nombre inconnu quelques jours plus tard.
Après les deux premiers arcs qui rescénarisent les films, Akira Toriyama a prévu des épisodes exclusifs lors d'un « grand tournoi entre deux univers » avec de nouveaux personnages,.
La série est inédite à l'international jusqu'à l'été 2016 et sa diffusion en Israël et au Portugal. La série est ensuite proposée à partir du 22 octobre 2016 en simulcast dans les pays anglophones sur Crunchyroll, Daisuki.net et Anime Lab, puis sur Funimation début novembre 2016.
En France, la diffusion de l’anime a été annoncée entre l'automne 2016 et l'hiver 2017 sur Toonami,. Cette même chaîne a officialisé la diffusion début 2017 avec une programmation des 27 premiers épisodes. Quelques jours après, le comédien Patrick Borg (voix française de Son Goku) a précisé, lors de la Paris Games Week 2016, que la diffusion devrait commencer à partir de février 2017,. Début décembre 2016, Toei Europe annonce officiellement la date de diffusion pour le 17 janvier 2017 sur Toonami, dans une version censurée, ceci afin d'adapter la série à un « jeune public ». La chaîne a annoncé par la suite qu'elle diffuserait une version intégrale non-censurée dès le 23 février 2017. La série est également diffusée depuis le 10 septembre 2017 sur NT1.
En janvier 2018, il est annoncé que la diffusion de la série s'arrêtera en mars 2018 après l'arc Survie de l'univers et la sixième saison de Kitaro le repoussant sera diffusée en remplacement.
Toutefois, le vingtième film de la franchise Dragon Ball, Dragon Ball Super: Broly, sorti le 14 décembre 2018 au Japon, fait suite aux événements de la série.
En mai 2021, un 2e long métrage a été annoncé pour 2022. Akira Toriyama supervise la production de l'histoire et l'écriture des dialogues du film. Initialement prévu pour le 22 avril 2022, le film intitulé Dragon Ball Super: Super Hero est repoussé au 11 juin 2022 à la suite du piratage dont Toei Animation a été victime en mars 2022.

## Anime

### Fiche technique
- Titre original : ドラゴンボール超 (Doragon bōru sūpā)
- Titre international : Dragon Ball Super
- Réalisation : Kimitoshi Chioka
- Scénario : Akira Toriyama (d'après son manga Dragon Ball)
- Character designer : Akira Toriyama et Tadayoshi Yamamuro
- Production : Atsushi Kido (Toei Animation), Naoko Sagawa (Yomiko Advertising, Inc.) et Osamu Nozaki (Fuji TV)
- Studio d’animation : Toei Animation
- Sociétés de production : Fuji TV, Toei Animation et Yomiko Advertising, Inc.
- Pays d'origine :  Japon
- Langue originale : Japonaise
- Genre : Aventure, fantastique
- Durée : 25 minutes
- Nombre d'épisodes, licence et date de première diffusion :

 version japonaise : 131 (en pause), licence Toei Animation, du 5 juillet 2015 au 25 mars 2018 sur Fuji TV
 version française : 131 (terminée), licence Toei Animation Europe
depuis le 17 janvier 2017, sur Toonami,, (version censurée)
depuis le 23 février 2017 sur Toonami (version intégrale non-censurée)
depuis le 10 septembre 2017 sur TFX (anciennement NT1) (version intégrale non-censurée sans PAL Speed-up)

### Doublage
En décembre 2015, le doublage français de l’anime par l'équipe habituelle de la saga est annoncé durant l'année 2016,. En juin 2016, Éric Legrand (voix entre autres de Vegeta et Yamcha) confirme le début du doublage de la série au cours de ce même mois. La Toei a, de son côté, confirmé le doublage des 52 premiers épisodes mais la diffusion s'est arrêtée au 46e épisode (soit à la fin de l'arc Dieu de la destruction Champa). En juillet 2017, la reprise du doublage pour les épisodes inédits est annoncée pour le 23 octobre 2017 avec les épisodes 53 à 76.
Version française
- Société de doublage : Studio Chinkel (épisodes 1 à 76[41],[42]), Deluxe Media Paris (épisodes 77 à 131)
- Direction artistique : Antoine Nouel[43],[42]
- Adaptation des dialogues : Anthony Panetto[42],[47] (24 épisodes), Marie Fuchez, Margot Verdier et Clémentine Blayo, Virginie Stobinsky, Didier Duclos et Xavier Hussenet[48]

### Musique
Générique de début
Épisodes 1 à 76 : Chōzetsu☆Dynamic! (超絶☆ダイナミック！) de Kazuya Yoshii
Épisodes 77 à 131 : Genkai Toppa x Survivor (突破限界xサバイバー) de Kiyoshi Hikawa
Générique de fin
Épisodes 1 à 12 : Hello Hello Hello (ハローハローハロー) de Good Morning America
Épisodes 13 à 25 : Starring Star (スターリングスター) de Keytalk
Épisodes 26 à 36 : Usubeni (薄紅) de Lacco Tower
Épisodes 37 à 49 : Forever Dreaming de Czecho No Republic
Épisodes 50 à 59 : Yoka Yoka Dance (よかよかダンス) de Batten Show Jo Tai
Épisodes 60 à 72 : Chahan Music (炒飯MUSIC) de Arukara
Épisodes 73 à 83 : Evil Angel and Devil of Justice (悪の天使と正義の悪魔) de The Collectors
Épisodes 84 à 96 : Boogie Back (ブギーバック) de Miyu Inoue
Épisodes 97 à 108 : Haruka (遥) de LACCO TOWER
Épisodes 109 à 121 : By a 70cm Square Window (70cm角の窓で) de Rooten Graffty
Épisodes 122 à 131 : LAGRIMA () de OnePixcel

## Manga
L'adaptation en manga est annoncée en mai 2015. Il est dessiné par Toyotarō, sur une idée originale d'Akira Toriyama et est prépublié depuis le 20 juin 2015 dans le magazine V Jump au Japon. Le 2 décembre 2016, un livret spécial de 76 pages couvrant l'arc Battle of Gods est publié avec le magazine Saikyō Jump.
Bien que Toyotarō suive les grandes lignes de l'histoire de Toriyama pour l'adaptation manga, il possède une certaine liberté dans l'écriture des chapitres, ce qui entraine quelques différences entre le manga et l'anime. Depuis décembre 2018, le manga propose des arcs inédits.

### Fiche technique du manga
- Édition japonaise : Shūeisha
  - Auteur : Akira Toriyama (idée originale)
  - Dessinateur : Toyotarō
  - Prépublication : V Jump, depuis le 20 juin 2015
  - Date de première publication : 4 avril 2016[55]
  - Nombre de volumes sortis : 24 (en pause)
  - Format : 110 mm × 170 mm
  - Nombre de pages par volume : environ 200
- Édition francophone : Glénat[28],[9]
  - Date de première publication : 5 avril 2017[56]
  - Nombre de volumes sortis : 23 (en pause)
  - Format : 115 mm x 180 mm
  - Nombre de pages par volume : environ 200

## Accueil
Lors de la diffusion à la télévision de l'épisode 5 de la série, de nombreuses personnes se sont plaintes de la mauvaise qualité des dessins et des animations. Akira Toriyama lui-même a critiqué la qualité de la nouvelle série. Une pétition a été créée pour que la Toei Animation consacre plus de moyens à la série et fasse attention à la qualité des dessins. Lors de la sortie en DVD et Blu-ray au Japon, les épisodes sont retouchés afin d'améliorer les dessins et l'animation.
Par la suite, la qualité technique et la réalisation se sont améliorées. L'arc Trunks du futur, qui met en scène ce personnage et l'antagoniste Zamasu, est considéré comme une réussite, et dépasse, au mois de novembre 2016, l’audience de One Piece, autre série phare de Toei Animation.
Après 75 épisodes, les critiques françaises à l'égard de la série sont plus élogieuses. Un article du magazine Première déclare que Dragon Ball Super est « un anime moderne et ambitieux » et qualifie la série de « digne héritière de Dragon Ball Z ». Concernant la version française, Le Monde estime que celle-ci est « particulièrement soignée » mais dénonce une censure opérée par la chaîne Toonami.
L'épisode 77, premier épisode de l'arc Survie de l'Univers, marque un changement du style graphique[réf. nécessaire]. Outre un nouveau générique d'ouverture, les couleurs sont plus sombres et les traits de contour des personnages plus épais, ce qui n'est pas sans rappeler la série originale Dragon Ball Z[réf. nécessaire].
Le changement de personnalité de Son Goku par rapport à Dragon Ball Z fait souvent l'objet de discussions chez les fans. En effet là où il est naïf et responsable dans Dragon Ball et Dragon Ball Z, il est parfois immature et stupide dans Dragon Ball Super. Certains reprochent à la série de ne pas respecter le héros.